# Kętrzyn
Kętrzyn (nemško Rastenburg; predhodno poljsko Rastembork) je mesto na severovzhodu Poljske, ki je leta 2004 imelo 28.351 prebivalcev. Je glavno mesto istoimenskega okrožja. Mesto je bilo leta 1950 poimenovano po Wojciechu Kętrzyńskemu.
V času 2. svetovne vojne je bil do poletja 1941 v bližini Rastenburga (sedaj Kętrzyn) v mračnih mazurskih gozdovih, kakšnih osem kilometrov stran od mesta zgrajen Volčji brlog (Wolfsschanze) - besedna igra na podlagi Hitlerjevega najbolj priljubljenega psevdonima iz dvajsetih let, ko se je rad imenoval »Wolf« (kar naj bi bil izvorni pomen imena Adolf) in naj bi impliciral moč -  naselje bunkerjev in barak iz katerega je Hitler vodil Operacijo Barbarossa. Glavni avtor strašne vojne, ki je skoraj šest let sejala smrt po Evropi je s svojim spremstvom z vlakom iz Berlina prvič prišel v Volčji brlog 23. junija 1941 pozno popoldne. Volčji brlog, na sredini kompleksa je bilo deset bunkerjev, katere so zgradili čez zimo, jih zamaskirali in na določenih mestih utrdili pred zračnimi napadi z dvometrskimi betonskimi zidovi, je postal večinoma njegov drugi dom za naslednja tri leta in pol.  